# Annibale Albani
Annibale Albani (Urbino, 15 agosto 1682 – Roma, 21 ottobre 1751) è stato un cardinale e vescovo cattolico italiano.

## Biografia
Nacque a Urbino il 15 agosto 1682, figlio di Orazio Albani (1652-1712), che era fratello di papa Clemente XI, e Maria Bernardina Ondedei-Zonghi. Il fratello minore, Alessandro, fu anch'egli cardinale e famoso collezionista d'arte.
Nel 1709, durante la guerra di successione spagnola, fu nominato nunzio pontificio a Vienna con l'obiettivo di difendere i diritti feudali della Santa Sede e di bonificare i territori occupati dall'Impero, scopo alla fine sventato dalla morte dell'Imperatore Giuseppe I in 1711. Nel 1710 si recò a Dresda, dove fu determinante nel garantire la conversione del futuro re Augusto III di Polonia dal luteranesimo al cattolicesimo romano. 
Fu elevato al rango di cardinale nel concistoro del 23 dicembre 1711.
Il 24 luglio 1730 fu nominato vescovo di Sabina e il 9 settembre 1743 vescovo di Porto e Santa Rufina.
Per lungo tempo, dal 29 marzo 1719 al 23 febbraio 1747, ricoprì la carica di cardinale camerlengo e fino alla nomina a cardinale del fratello, effettuata da Innocenzo XIII, è stato il porporato italiano più giovane.
Come mecenate della letteratura ecclesiastica, lasciò una preziosa biblioteca, una galleria di dipinti e sculture e un gabinetto di monete che alla fine venne aggiunto alla collezione del Vaticano.
Ha curato, in due volumi, le lettere, i brevi e le bolle di Clemente XI (1724), il Menologium Græcorum (1727) e le memorie storiche di Urbino (1722-24).
Morì il 21 ottobre 1751 all'età di 69 anni.

## Genealogia episcopale e successione apostolica
La genealogia episcopale è:
- Cardinale Scipione Rebiba
- Cardinale Giulio Antonio Santori
- Cardinale Girolamo Bernerio, O.P.
- Arcivescovo Galeazzo Sanvitale
- Cardinale Ludovico Ludovisi
- Cardinale Luigi Caetani
- Cardinale Ulderico Carpegna
- Cardinale Paluzzo Paluzzi Altieri degli Albertoni
- Cardinale Gaspare Carpegna
- Cardinale Fabrizio Paolucci
- Cardinale Francesco Barberini
- Cardinale Annibale Albani

La successione apostolica è:
- Arcivescovo Joseph-Dominique d’Inguimbert, O.Cist. (1731)
- Vescovo Eustachio Entreri, O.M. (1732)
- Cardinale Federico Marcello Lante Montefeltro della Rovere (1732)
- Vescovo Domenico Antonio Peronaci (1732)
- Vescovo Emmanuele Caranza (1733)
- Vescovo Ottavio Gasparini (1734)
- Vescovo Nicola Paolo Pandolfelli (1734)
- Vescovo Pasquale Zaini (1735)
- Vescovo Ascanio Argelati (1735)
- Vescovo Scipione Sersale (1735)
- Vescovo Giuseppe Fabbretti (1736)
- Vescovo Giovanni Anzani (1736)
- Vescovo Deodato Baiardi, O.S.H. (1738)
- Vescovo Umberto Luigi Radicati de Cocconato (1739)
- Arcivescovo Antonio Guglielmi (1739)
- Vescovo Bernardo Onorato Buonocore (1739)
- Vescovo Cesare Rossi (1739)
- Vescovo Giacomo Costa, C.R. (1739)
- Vescovo Lorenzo Da Ponte (1739)
- Vescovo Angelo Maria Volanti, O.P. (1741)
- Arcivescovo Hijacint Marija Milković, O.P. (1745)

## Albero genealogico
|                    |   |                          | Genitori          |  |  | Nonni |  |  | Bisnonni      |  |  | Trisnonni       |  |
|                    |   |                          |                   |  |  |       |  |  | Orazio Albani |  |  | Annibale Albani |  |
|                    |   |                          |                   |  |  |       |  |  | Orazio Albani |  |  | Annibale Albani |  |
|                    |   | Giulia Giordani          |                   |  |  |       |  |  | Orazio Albani |  |  |                 |  |
| Carlo Albani       |   |                          |                   |  |  |       |  |  | Orazio Albani |  |  |                 |  |
|                    |   | Olimpia Staccoli         | Girolamo Staccoli |  |  |       |  |  |               |  |  |                 |  |
|                    |   | Olimpia Staccoli         | Girolamo Staccoli |  |  |       |  |  |               |  |  |                 |  |
|                    |   | Olimpia Staccoli         | …                 |  |  |       |  |  |               |  |  |                 |  |
| Orazio Albani      |   | Olimpia Staccoli         |                   |  |  |       |  |  |               |  |  |                 |  |
|                    |   | Giovanni Francesco Mosca | Ettore Mosca      |  |  |       |  |  |               |  |  |                 |  |
|                    |   | Giovanni Francesco Mosca | Ettore Mosca      |  |  |       |  |  |               |  |  |                 |  |
|                    |   | Giovanni Francesco Mosca | …                 |  |  |       |  |  |               |  |  |                 |  |
| Elena Mosca        |   | Giovanni Francesco Mosca |                   |  |  |       |  |  |               |  |  |                 |  |
|                    |   | Lucia Nembrini           | Giovanni Nembrini |  |  |       |  |  |               |  |  |                 |  |
|                    |   | Lucia Nembrini           | Giovanni Nembrini |  |  |       |  |  |               |  |  |                 |  |
|                    |   | Lucia Nembrini           | …                 |  |  |       |  |  |               |  |  |                 |  |
| Annibale Albani    |   | Lucia Nembrini           |                   |  |  |       |  |  |               |  |  |                 |  |
|                    | … | …                        |                   |  |  |       |  |  |               |  |  |                 |  |
|                    | … | …                        |                   |  |  |       |  |  |               |  |  |                 |  |
|                    | … | …                        |                   |  |  |       |  |  |               |  |  |                 |  |
| Ottavio Ondedei    | … |                          |                   |  |  |       |  |  |               |  |  |                 |  |
|                    |   | …                        | …                 |  |  |       |  |  |               |  |  |                 |  |
|                    |   | …                        | …                 |  |  |       |  |  |               |  |  |                 |  |
|                    |   | …                        | …                 |  |  |       |  |  |               |  |  |                 |  |
| Bernardina Ondedei |   | …                        |                   |  |  |       |  |  |               |  |  |                 |  |
|                    |   | …                        | …                 |  |  |       |  |  |               |  |  |                 |  |
|                    |   | …                        | …                 |  |  |       |  |  |               |  |  |                 |  |
|                    |   | …                        | …                 |  |  |       |  |  |               |  |  |                 |  |
| …                  |   | …                        |                   |  |  |       |  |  |               |  |  |                 |  |
|                    |   | …                        | …                 |  |  |       |  |  |               |  |  |                 |  |
|                    |   | …                        | …                 |  |  |       |  |  |               |  |  |                 |  |
|                    |   | …                        | …                 |  |  |       |  |  |               |  |  |                 |  |
|                    |   | …                        |                   |  |  |       |  |  |               |  |  |                 |  |